# Рисунки на крови
Рисунки на крови (англ. Drawing Blood) — роман ужасов американского писателя Поппи Брайта, написанный в 1993 году.

## От издателя
Искусство — это не зеркало, а молоток. Возможно, тот молоток, которым много лет назад раскроил обезумевший художник черепа своей жене и младшему сынишке… Прошли годы — и теперь чудом уцелевший старший сын убийцы возвращается… Домой? Нет. В дом. В затерянный в южной глуши дом, где по-прежнему живёт нечто, отнявшее разум у его отца и жизнь у его близких. В дом, откуда он намерен любой ценой — если надо, ценой собственной жизни — уйти в мир кровавых и безжалостных отцовских фантазий. Уйти в мир, где можно взглянуть в глаза мертвых и в лицо Тьмы. Не сразиться. Только взглянуть. Только спросить: `зачем?..`

## Содержание
«Рисунки на крови» — второй роман Поппи Брайта, в котором повествуется о Треворе МакГи (англ. Trevor McGee), художнике комиксов, и Захария Босхе (англ. Zachary Bosch), хакере-бисексуале, и их прибытии в Потерянную Милю, вымышленный город в штате Северная Каролина, показанный Брайтом в предыдущем романе «Потерянные души».